# Сулинский район (Северо-Кавказский край)
Сулинский район — административно-территориальная единица, существовавшая в УССР и РСФСР в 1923—1937 годах. Административный центр — город Красный Сулин.

## История
Постановлением Президиума Всеукраинского ЦИК от 7 марта 1923 года «Об административно-территориальном делении Донецкой губернии» в составе Шахтинского округа был образован Сулинский (Сулиновский) район с центром в городе Сулин.
С 1 октября 1924 года Сулинский район был передан в состав Шахтинского округа Юго-Востока России.
На 20 октября 1924 года в Шахтинском округе Северо-Кавказского края значился Сулинский район (центр — г.Сулин). В районе значилось: 11 сельсоветов, 21 населённых пункт и райисполком. Сулинскому райисполкому были подчинены г. Сулин и хутор Сулин-Кундрюченский. Сельсоветы: Вербенский, Ворошиловский, Гуково-Гнилушинский, Долотинский, Зверевский, Киселевский, Павло-Кундрюченский, Пролетарский, Скелеватский, Соколово-Кундрюченский, Сулиновский.
По переписи 1926 года в Сулинском районе значилось 17 сельсоветов: Б-Фёдоровский, Вербенский, Ворошиловский, Гуково-Гнилушинский, Дар-Ермаковский, Долотинский, Зайцевский, Зверевский, Киселевский, Красносулинский, Мало-Гнилушинский, Павло-Кундрюченский, Пролетарский, Прохорово-Кундрюченский, Совоклово-Владимирский, Соколово-Кундрюченский, Сулиновский.
После ликвидации округов, в августе 1930 года Сулинский район вошёл в состав Северо-Кавказского края и стал подчиняться непосредственно крайисполкому.
2 августа 1931 года было принято постановление Северо-Кавказского крайисполкома о выделении города Красный Сулин в самостоятельную административно-хозяйственную единицу, подчиняющуюся крайисполкому.
На основании постановления Президиума ВЦИК РСФСР от 28 декабря 1934 года о разукрупнении районов Азово-Черноморского края, был образован Сулинский район с центром в городе Красный Сулин. В состав района вошли: Алексеевский, Власово-Аютинский, Дарьино-Ермаковский, Киселевский, Краснокутский, Павловский, Пролетарский, Соколовский, Табунщиковский, Шахтеновский. Постановлением Президиума ВЦИК РСФСР от 18 января 1935 года утверждён Сулинский район в составе Азово-Черноморского края.
После образования Ростовской области 13 сентября 1937 года, в её состав вошёл город Красный Сулин, а Сулинский район был упразднён. 
В составе города Красный Сулин значились сельсоветы: Алексеевский, Власово-Аютинский, Дарьино-Ермаковский, Киселевский, Павлово-Кундрюченский, Пролетарский, Соколовский, Табунщиковский, Шахтеновский и поссовет Ударник.